# Ribes vilmorinii
Ribes vilmorinii är en ripsväxtart som beskrevs av Eduard von Glinka Janczewski. Ribes vilmorinii ingår i släktet ripsar, och familjen ripsväxter. Utöver nominatformen finns också underarten R. v. pubicarpum.